# Baramia solitaria
Baramia solitaria – gatunek kosarza z podrzędu Laniatores i rodziny Podoctidae.

## Występowanie
Gatunek wykazany z Indonezji.